# A98-as autópálya (Németország)
Az A98-as autópálya (németül: Bundesautobahn 98) egy autópálya Németországban. Hossza 82 km.